# ستيف كوك (دراج)
ستيف كوك (بالإنجليزية: Steve Cook)‏ هو دراج أمريكي، ولد في 11 يوليو 1968.